# Garnier III de Traînel
Garnier III de Traînel, né après 1155 et mort après 1217, est seigneur de Marigny, en Champagne, à la fin du XIIe siècle et au début du XIIIe siècle. Il est le fils de Garnier II de Traînel, seigneur de Marigny, et d'Adèle de Marigny.

## Biographie
Né après 1155, Garnier III de Traînel est le fils de Garnier II de Traînel, seigneur de Marigny, et de son épouse Adèle de Marigny,.
En 1183, il va avec son père, son oncle Anseau II de Traînel et son cousin Anseau III au secours de son beau-frère Hugues de Vergy en guerre contre le duc de Bourgogne Hugues III.
À la mort de son père en 1194, il hérite de la seigneurie de Marigny.
En avril 1198, à Melun, il sert de caution, avec son cousin Anseau III de Traînel et Jean de Montmirail, de la foi jurée au roi par le comte de Champagne Thibaud III,,.
En mai 1201, il sert de nouveau de caution avec son cousin Anseau III de Traînel pour la fidélité de la comtesse Blanche de Navarre envers le roi.
En 1212, il concourt avec les plus grands seigneurs champenois à l'ordonnance de Champagne de 1212 sur le règlement de succession des fiefs et sur les duels.
Il meurt à la fin de l'année 1217 ou au début de 1218 et est probablement inhumé à l'abbaye de Vauluisant.

## Mariage et enfants
Il épouse Agnès de Mello, dame de Voisines, fille de Dreux IV de Mello, seigneur de Saint-Bris, et d’Ermengarde de Toucy, dont il a huit enfants :
- Garnier IV de Traînel, qui succède à son père comme seigneur de Marigny ;
- Dreux Ier de Traînel, qui reprend le titre de seigneur de Traînel qui était auparavant à la branche aînée de la maison de Traînel ;
- Anseau V de Traînel, seigneur de Voisines ;
- Guy de Traînel, archidiacre et doyen de Laon, puis évêque de Verdun en 1245 ;
- Alix de Traînel, qui épouse Pons V, vicomte de Polignac, fils d'Heracle, vicomte de Polignac, et de Bélisende d’Auvergne, d'où postérité ;
- Élisabeth de Traînel, morte jeune et probablement sans postérité. En 1225, son frère Garnier fait un don à l'abbaye du Paraclet pour le repos de son âme ;
- Hélissent de Traînel, qui épouse Gautier, seigneur de Reynel, d'où postérité ;
- Ermengarde de Traînel, qui épouse Pierre Jollain, vicomte de Ligny-Le-Châtel.